# 九寨溝

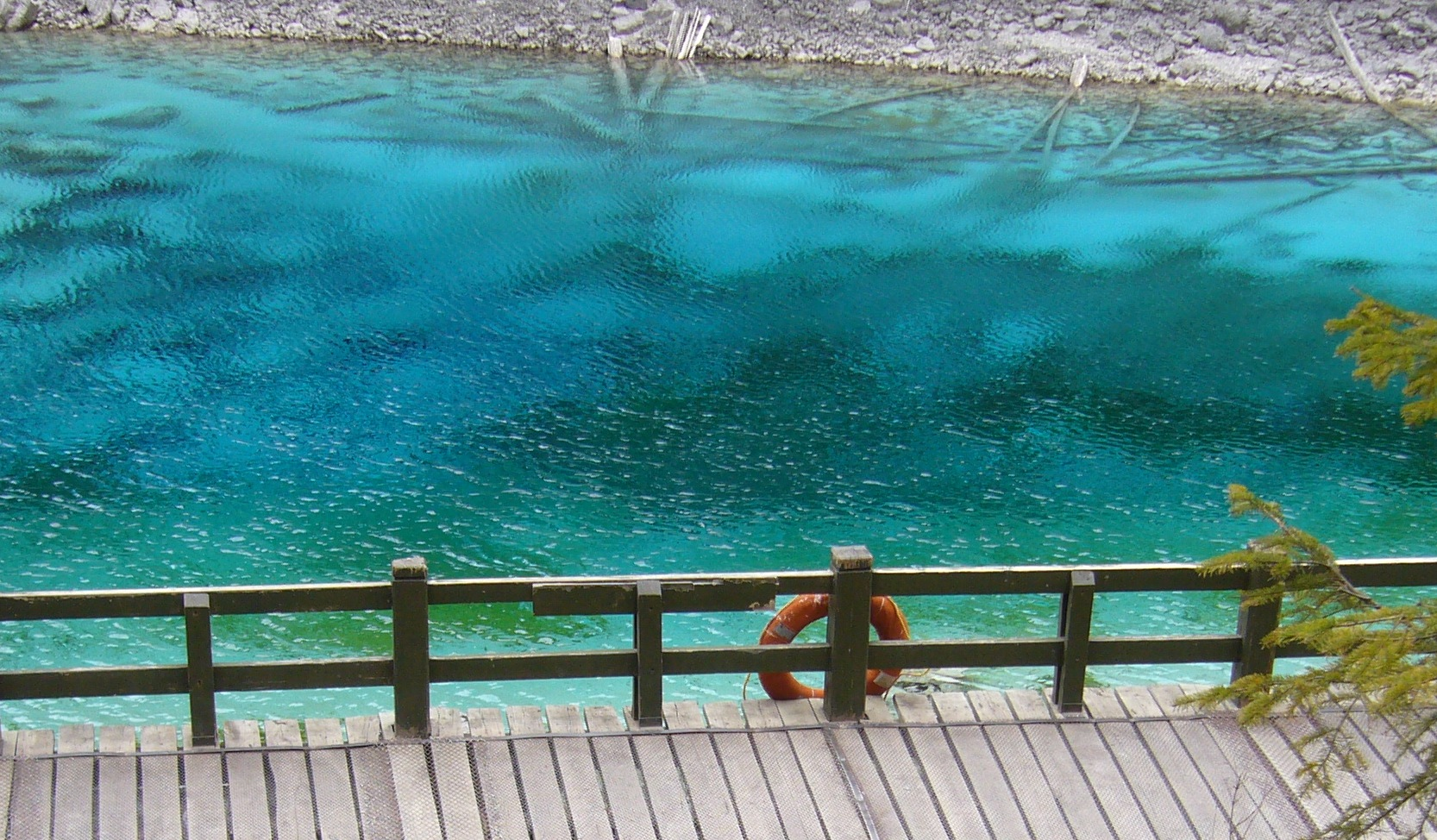
「五彩池」の青く透き通った池水

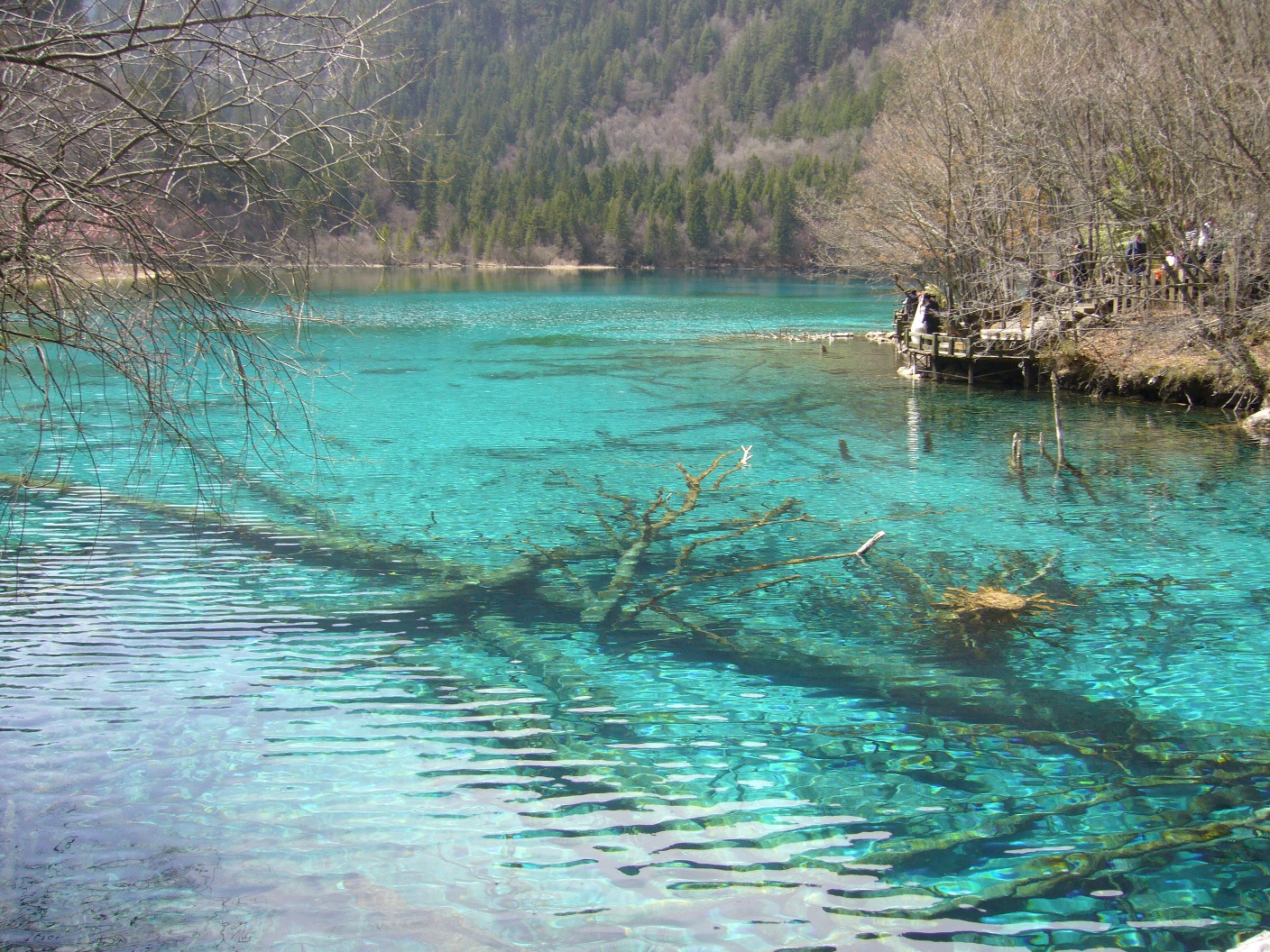
九寨溝を代表する「海子」（池）のひとつ「五花海」

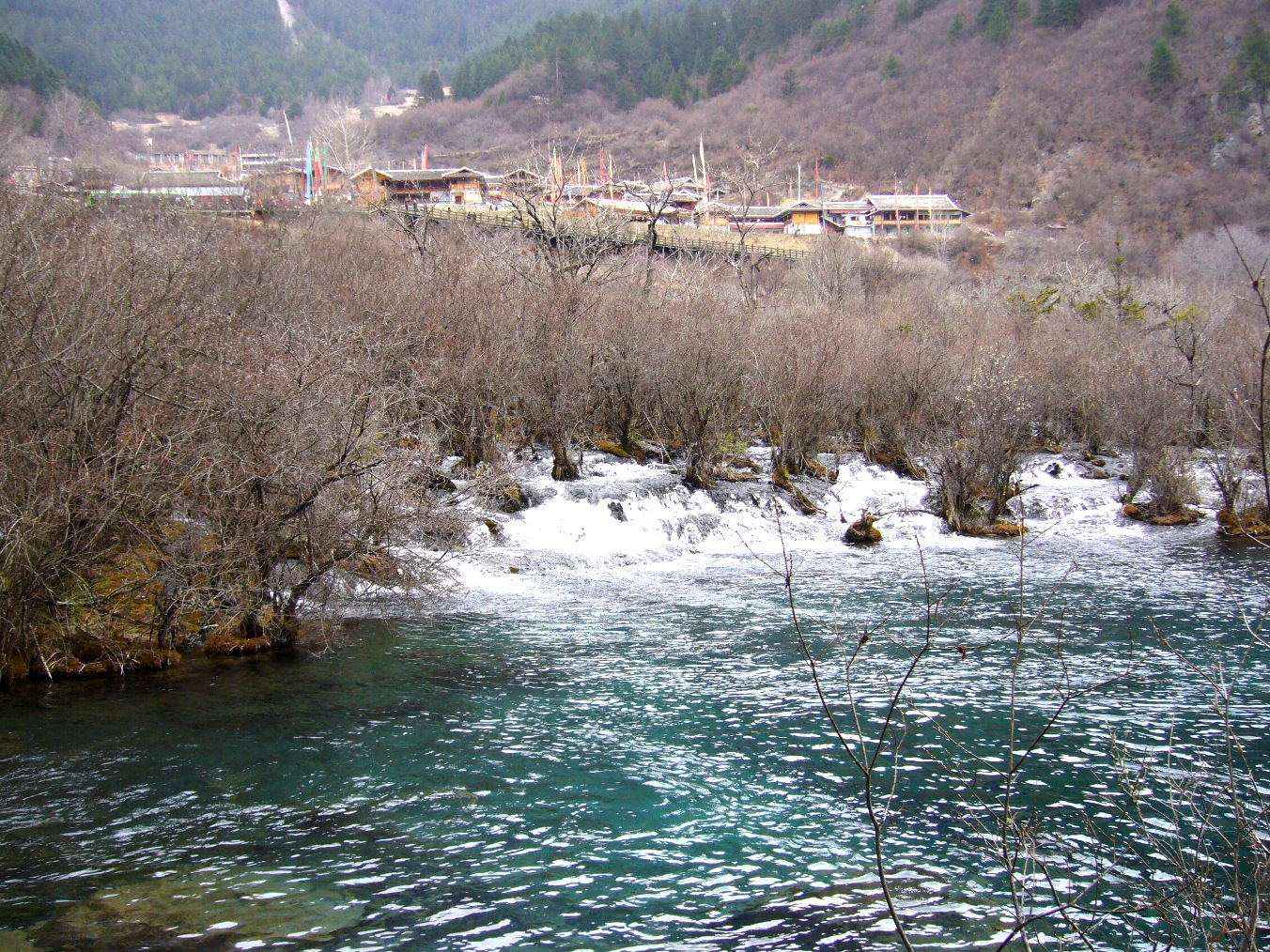
「海子」（池）のひとつ「双龍海」に木々の間から流れ込む水と、チベット人集落のひとつ「樹正寨」

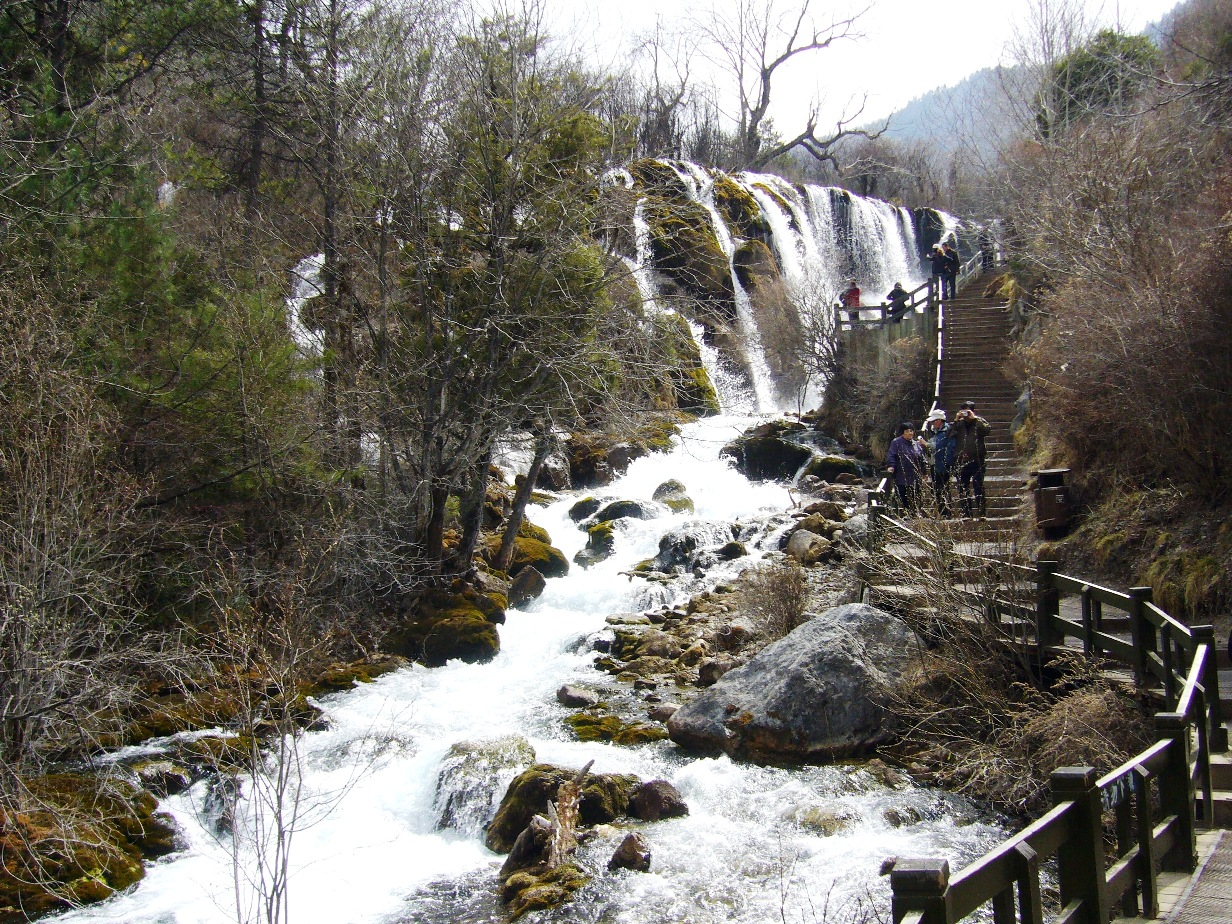
九寨溝の滝のひとつ「樹正瀑布」

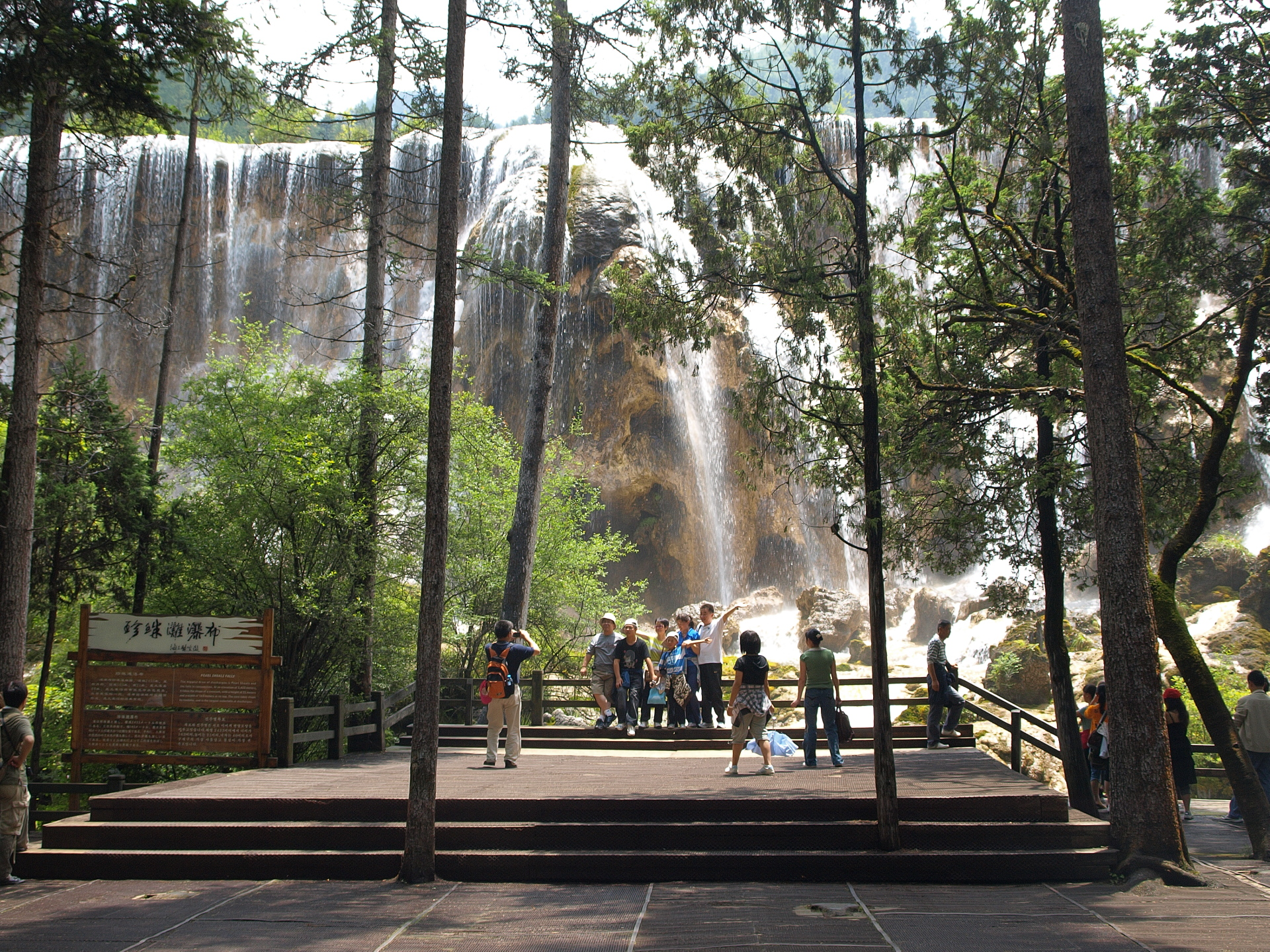
九寨溝の滝のひとつ「珍珠灘瀑布」

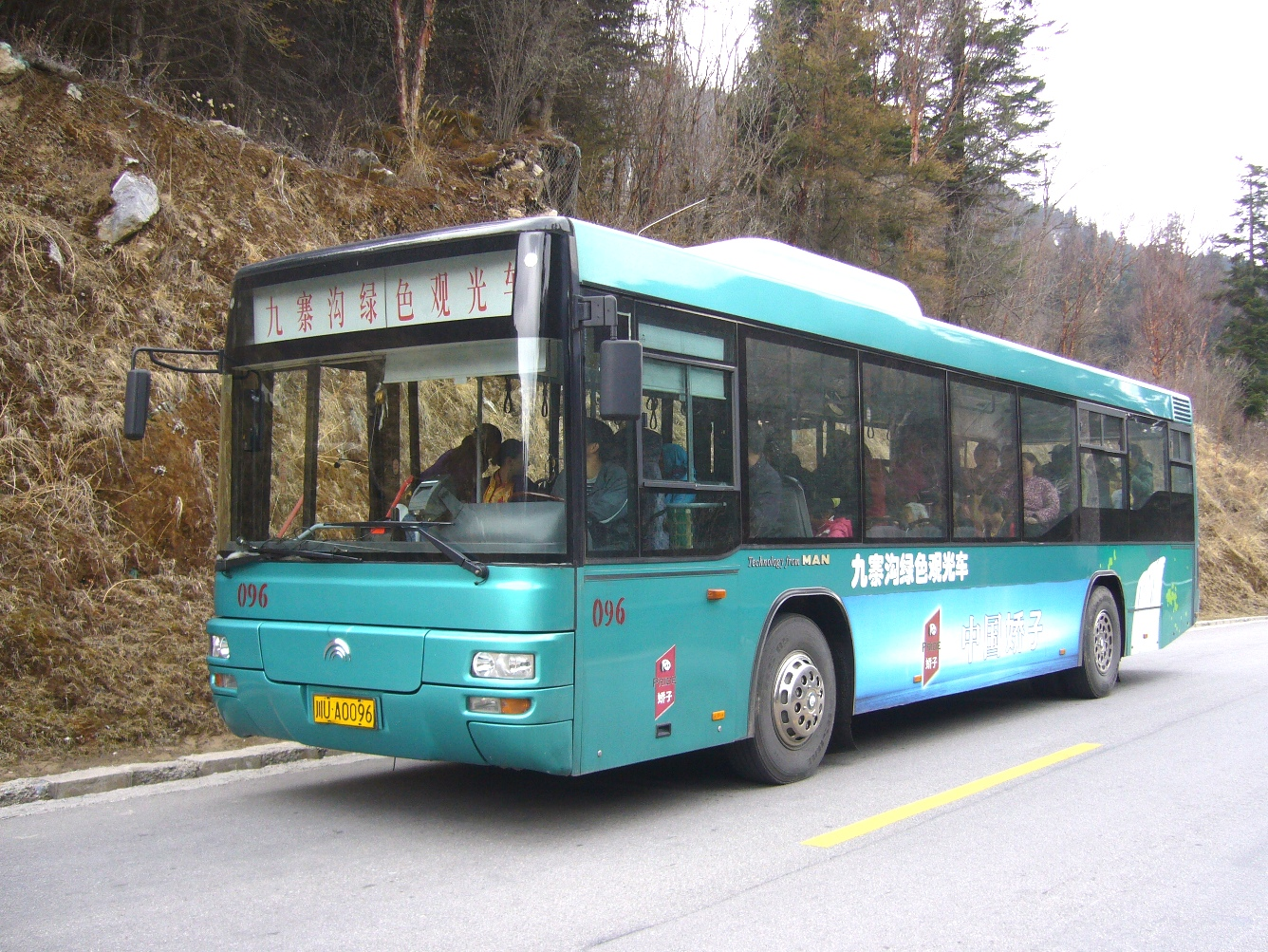
九寨溝グリーンバス

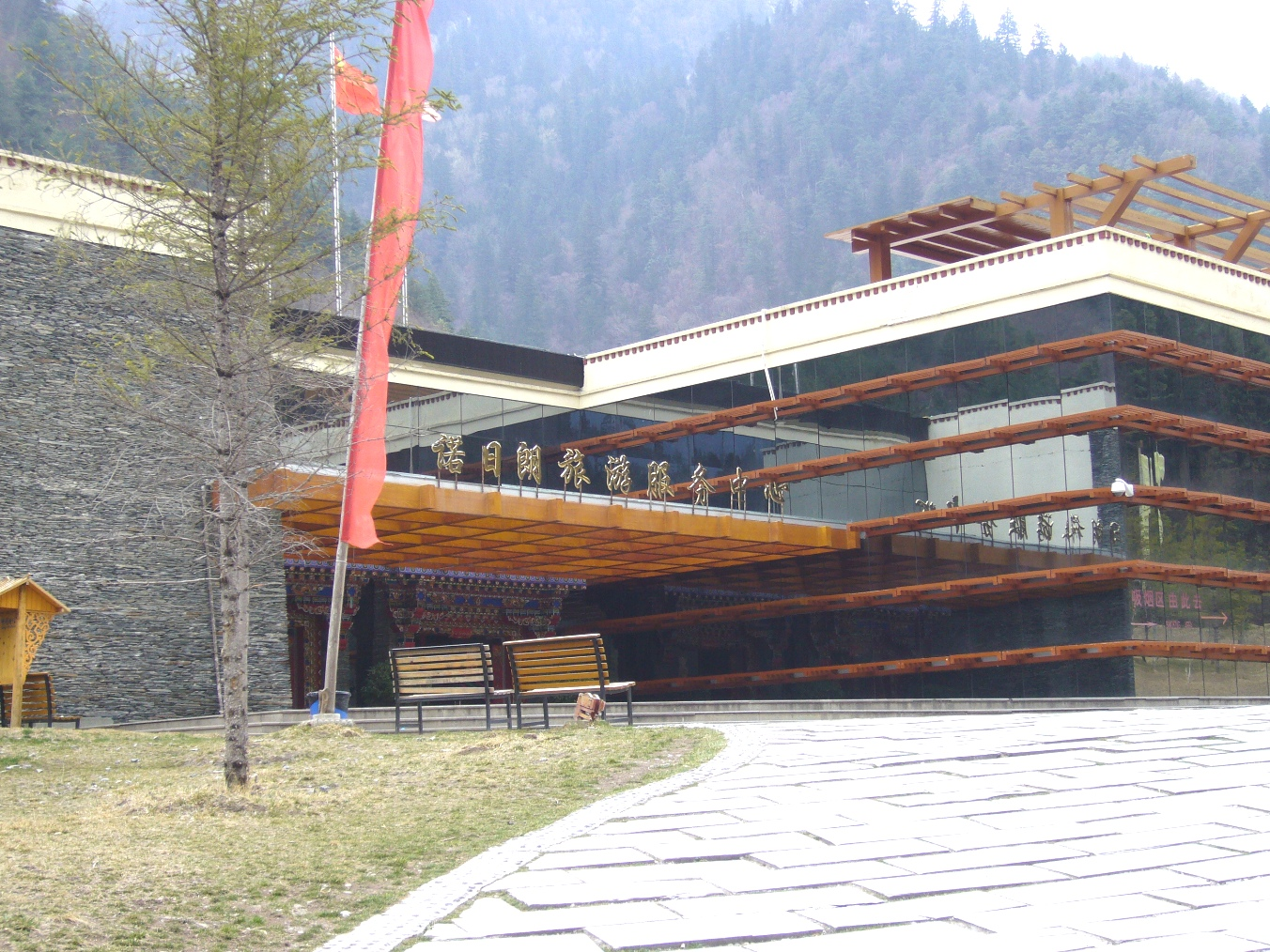
諾日朗観光センター

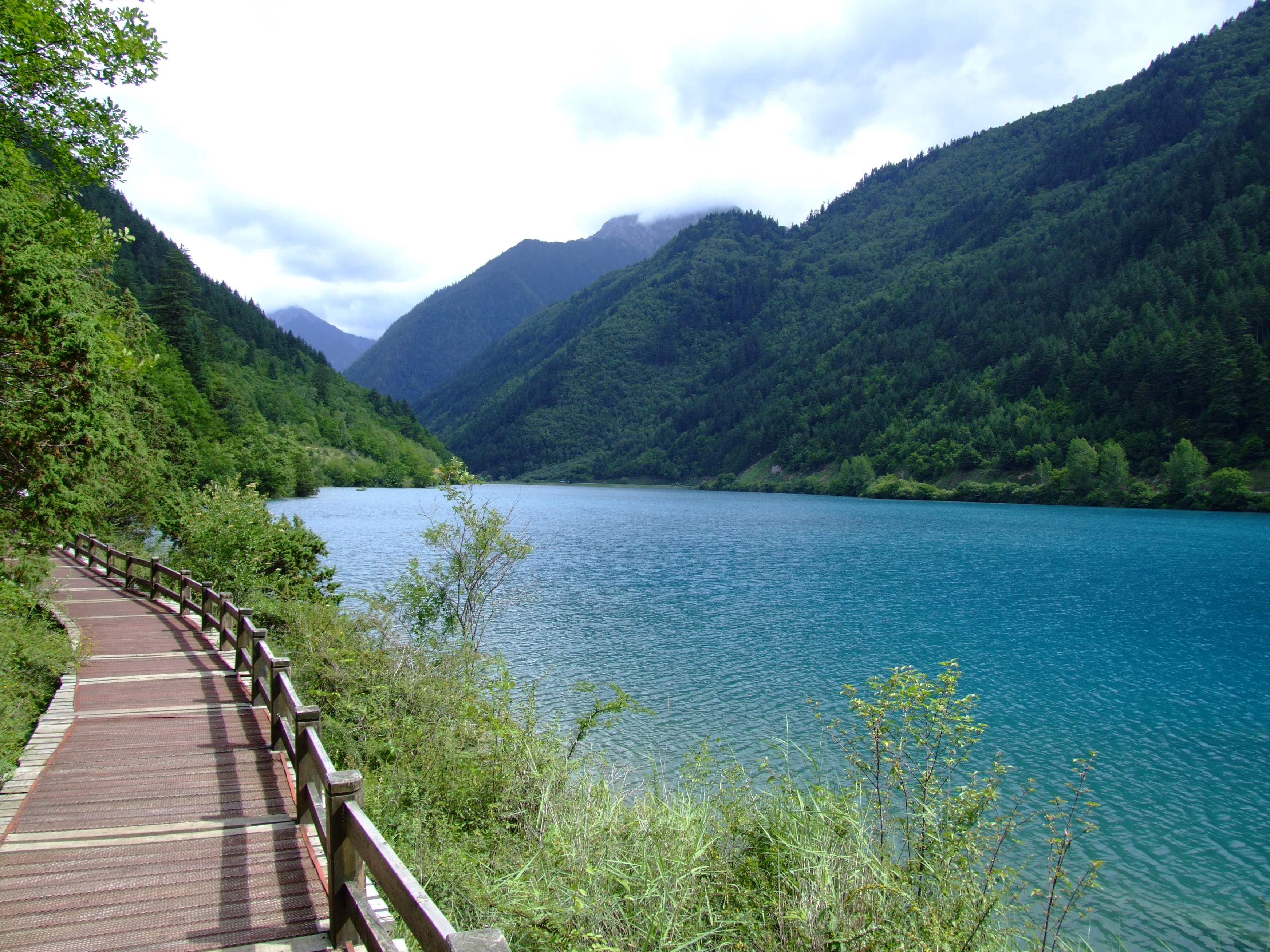
九寨溝

九寨溝（きゅうさいこう、チウチャイゴウ、チベット文字：གཟི་རྩ་སྡེ་དགུ།; ワイリー方式：gzi-rtsa sde-dgu; 蔵文拼音：Sirza Degu；シルツァデグ）は中国四川省北部のアバ・チベット族チャン族自治州九寨溝県にある自然保護区であり、ユネスコの世界遺産（自然遺産）に登録されている。中華人民共和国国家級風景名勝区（1982年認定）、中国の5A級観光地（2007年認定）、国家級自然保護区、国家地質公園、ユネスコの生物圏保護区でもある。

## 概要
九寨溝は石灰岩質の岷山山脈（びんざんさんみゃく）中、標高3400mから2000mに大小100以上の沼が連なるカルスト地形の淡水の湖水地帯である。水系としては長江の支流、嘉陵江上流部の支流、白水江の支流の1つであり、その水源に近い。谷はY字状に分岐しており、岷山山脈から流れ出た水が滝を作り棚田状に湖沼が連なる。水は透明度が高く、山脈から流れ込んできた石灰岩の成分（炭酸カルシウム）が沼底に沈殿し、日中には青、夕方にはオレンジなど独特の色を放つ。また、流れに乗って運ばれてきた腐植物が石灰分に固定され、植物が生え、独特の景観を見せる。ジャイアントパンダの生息地のひとつとしても有名である。透明度の高い美しい湖や滝が多数あることで有名であるが、芦の湿原が2キロにわたって続く葦原もある。
独特の景観は水に含まれる大量の石灰分によるところが大きい。棚田状の湖群をつくる堤防（石灰華段丘）は石灰分の沈積によって形成されたもので、水流の中に生育する森林という独特の景観もこうした岩に因っている。また透明度の高い湖底に沈んだ倒木にもその表面に石灰分が付着し、いつまでもその形を留めていることも独特の景観に一役買っている。なお九寨溝に似た景観は、同じカルスト地形であるクロアチアの世界遺産、プリトヴィツェ湖群国立公園にも見られる。
チベット人など少数民族の居住地としても知られ、「九寨溝」の名もチベット人の村（山寨）が9つある谷であることから付けられたものである。観光道路沿いにも3つの集落があり、そのうちの1つである樹正寨は観光地となっている。また、域内にはチベット人による宗教施設（寺院・塔・マニ車（正しくはボン教のため「マシモ車」）等）が点在している。なおこの地域はチベット仏教よりもボン教が盛んで、コルラの方向やマシモ車を回す方向がチベット仏教とは反対の反時計回りである。九寨溝内にある寺院「扎如寺」もボン教寺院でありその他の宗教施設もすべてボン教のものである。祈祷旗であるタルチョーも各所で見られるがボン教のタルチョーである。しかし日本のマスコミやガイドブックなどでは「チベット仏教」と紹介されていることが多い。
1970年代に森林伐採の労働者によって（元々居住していたチベット人以外に）偶然に発見された。

### 青い水
九寨溝を強く印象付けるもののひとつに、独特の青い水があげられる。白い砂地の場所に少しの水が流れている状態でも水は僅かに青く見える。この青い水の理由は水中に溶け込んでいる石灰分（炭酸カルシウム）の影響や、湖底の苔、水深、光の屈折率などによるものである。
九寨溝の水は飽和した炭酸カルシウムが微細な浮遊物を核として沈殿するために極度に透明度が高い。そのため、深さ20メートル以上の湖底までもより浅く感じられる（浅く見える理由は水と空気の屈折率の違いによる）。
水は可視光の内、長波長の成分（赤い光）を吸収する性質がある。そのため深みでは、水面から入射して湖底で反射した光の内から青い光だけが眼に多く届くようになり、結果として青い水に見える。また、深みでは光量が減少して暗くなるために水の青さに深みが増す。
微細な浮遊物のために水中浅所での散乱が多いと、赤い波長部が十分に吸収されていない光も併せて届くようになり、水の色は青みが薄まる。湖底に苔が生えている場所では青みに緑や黄色が加わる。かつ太陽光や空の状態も影響し、加えて水面で反射する光にもよって変化する色彩が生まれる。

### 生態系
九寨溝には3,634種の動植物（地衣類と土壌動物を除く）が生息しており、うち3,553種は固有種で、81種は栽培種または外来種である。3,634種の動植物のうち、419種は藻類、203種は菌類、2,007種は維管束植物（亜種・変種を含む。うち1,926種は固有種）、693種は無脊椎動物（うち動物性プランクトンは71種、底生の無脊椎動物は45種、昆虫は539種、昆虫以外の陸生無脊椎動物は38種）、313種は脊椎動物（うち魚類は2種、両生類は6種、爬虫類は4種、鳥類は223種、哺乳類は78種）である。1997年にユネスコの生物圏保護区に登録された。特記すべき種はジャイアントパンダとスーチョワンターキン（ターキンの亜種）である。

## 観光
2017年の九寨溝地震で、多くの変更点があるが、下記の記載は地震前の状況が多く含まれているので注意。

### 九寨溝までの交通
自然保護のため付近の開発が制限され1日の入場者数も制限されているが、中国屈指の人気観光地である。従来は約450km離れた成都からの長距離バスで約10時間（現在は8〜9時間に短縮）かかる陸路が唯一のアクセス手段であったが2003年に九寨黄龍空港が開港したため、空港から約1時間半での到達が可能になった。九寨黄龍空港は気象条件（視界･横風）が厳しく、中国一の遅延･欠航率の高い空港で時刻表通りだと幸運といわれる。現在、成都蘭州間の鉄道である成蘭線が建設中で、成都から九寨溝の最寄りである黄龍九寨駅まで開通している。成都東駅から黄龍九寨駅まで約２時間で到達可能である。鉄道運行時間中は駅から九寨溝までのバスが随時運行されていて２時間程度で九寨溝に到着できる。

### 九寨溝内の交通
九寨溝は最奥部まで片道30km以上の広大なエリアであることから、車道と遊歩道が完備されている。外部からの車両の乗り入れは禁止されており、専用の天然ガス利用の低公害型バス「九寨溝グリーンバス（九寨溝緑色旅遊観光車）」を利用する。団体客も原則としてグリーンバスに混載する（ツアーによっては専用バスがチャーターされることもある）。このバスは、1日フリー乗車券を購入した上で各バス停で自由に乗降できる。シーズン中はバスが数珠繋ぎになるほど頻発するが、それでも座れないことが少なくない。溝内の車道はY字状のルートになっており、分岐点でどちらに向かうのかが分からずにとまどうこともある。またバス停といっても利用客のいない場合は原則として通過するので、乗降の意思を乗務員に伝える必要がある。また、上りと下りのいずれかのみ停車するバス停もある。なお徒歩での観光は制限されていないが、溝口（入場口）に最も近い景観ポイントでも徒歩で1時間30分ほどかかる。
Y字状のルートの交点にあたる場所には「諾日朗（ノーリラン）観光センター（諾日朗旅遊服務中心）」があり、レストラン・軽食コーナー・売店などがある。また、この場所はグリーンバスの各路線の乗換えターミナルにもなっているが、長海行きの乗り場だけは徒歩で2-3分ほど坂を上がった駐車場にある。

### チベット族の集落
九寨溝の有料入場エリア内にも数多くのチベット族の集落があり、実際に生活している。「九寨溝民俗文化村」は、そのような集落のひとつ「樹正寨」の一角を土産品店街としたものであり、この付近のチベット族独特の木造建築民家も有料で公開されている。なお、以前から有料入場エリア内での宿泊はできない建前であったが、実際には各集落に民宿が存在した。しかし、2009年から規則が厳格に運用されるようになり、現在は有料入場エリア内での宿泊は完全に禁止されている。

### 季節
観光に適しているのは4月中旬から11月初めまでである。特に中国の大型連休（国慶節）である紅葉初期シーズンの10月初めは大混雑する。冬季は積雪もあるがグリーンバスは運行されており一年を通して観光は可能である。ただ冬季は滝や湖の水量が少ないうえ、遊歩道のかなりの区間が積雪のため通行止めとなる。春季は山火事予防のため通行止めになる遊歩道区間も多い。夏季は雨が降りやすく、雨具は必携である。一日の入場者数に制限があるため、紅葉期などの最盛期は個人であまり遅い時間に行くと入場できないことがある。3月の終わりは根雪も消え観光客がそれほど多くなく、しかも入場料金が閑散期料金で済むため近年人気が高まりつつある。しかし4月中ごろまではかなりの降雪のある日もあり、交通機関の乱れが生ずるため注意が必要である。

### 安全情報
九寨溝で観光客が到達できる最高地点「長海」は標高が約3100mもあり、高山病にも気をつける必要がある。

### 周辺の観光
九寨溝周辺には5つ星クラスの高級ホテルから民宿・ユースホステルに至るまで、数多くの宿泊施設が存在する。宿泊施設はチベット建築風の外観を持つ建物が多い。宿泊施設周辺には本物のチベット族集落も多く見られる。また、主にチベット族が経営する食堂街や土産物屋街もある。路線バスが存在しないため、移動には徒歩かタクシーを利用する。

### 利用料金
2013年現在、
- 入場料（1日あたり）
  - 通常期（4月1日〜11月15日）
    - 大人 - 220元
    - 学生、60〜69歳の人、未成人（7〜18歳）、障害者、現役軍人 - 110元
    - 6歳以下か身長130cm以下の子供、70歳以上の人、障害を持つ現役軍人 - 無料

  - 閑散期（11月16日〜3月31日）
    - 大人 - 80元
    - 学生、60〜69歳の人、未成人（7〜18歳）、障害者、現役軍人 - 40元
    - 6歳以下か身長130cm以下の子供、70歳以上の人、障害を持つ現役軍人 - 無料

  - ※以前存在した2日間有効入場券は2008年春から廃止になった。この2日間有効券は20元増しで発行され、専用の入場ゲートで入場時に顔写真を撮影してもらう必要があった。2日目の入場時も同ゲートを利用し、顔写真で同一人物かを確認のうえで入場した。
- 九寨溝グリーンバス一日フリー乗車券
  - 通常期 - 一日90元（6歳以下か身長130cm以下の子供は無料）
  - 閑散期 - 一日80元（6歳以下か身長130cm以下の子供は無料）
  - ※徒歩だけで観光をする場合は購入する必要はない。ただ、入場後に疲労などでバス利用に切り替える場合は通常のバス料金の他に50元の追加料金が必要になるため注意が必要である。

2019年現在、一部の開放となっているため通常期（4月1日〜11月15日）の大人料金のみ169元に割り引かれている。

### 九寨溝グリーンバス路線
- 溝口ゲート〜原始森林
- 溝口ゲート〜長海
- 溝口ゲート〜諾日朗（ノーリラン）観光センター
- 諾日朗観光センター〜原始森林
- 諾日朗観光センター〜長海
- 鏡海〜諾日朗観光センター
- 原始森林〜長海
- 溝口ゲート〜樹正寨（民俗文化村）（夕刻のみ）
- 溝口ゲート〜扎如寺

### 2008年チベット独立デモに伴う影響
標記の影響により、外国人はチベット自治区や各省のチベット族自治州の観光が禁止・あるいは制限を受けた。九寨溝および黄龍も例外ではなく、外国人は航空機による九寨黄龍空港経由の訪問しか認められなくなった。そのため安価なバス路線は外国人の乗車が認められなくなり、バスで訪問するツアーはキャンセルになるなどの影響が出た。事態の沈静化にともない、これらの制限は全て解除されている。

### 四川大地震に伴う影響
九寨溝地域は2008年5月12日に発生した四川大地震の断層帯からは離れており、被害は軽微であった。しかし周囲の道路が一時不通となり、当時滞在していた観光客は最初に開通した甘粛省の蘭州市などへの陸路移動により順次この地を離れた。九寨黄龍空港への道も開通し全ての観光客がこの地を離れたのは5月17日であった。
成都からの主要ルートである国道213号（都江堰・茂県・松潘経由）は震源地汶川を経由していたため、土砂崩れや橋梁の崩壊などにより道路が寸断された。大型車が通れるまでに復旧したのは2009年7月であり、それまでは迂回路の使用を余儀なくされた。九寨黄龍空港に被害は無かったが九寨溝の観光受け入れが約1ヶ月間中断していたため、その期間は定期便も1日1便までに減少した。
安全が確認され、物資の安定供給が可能になり次第、空路経由による観光客受け入れが再開されることになった。航空便も7月からは増便が続き、2008年8月6日には四川省観光局から「ツアー再開宣言」が出された。主に中国国内の団体客が利用するバスツアーについては、蘭州市から甘南チベット族自治州を経由する新ルートが開拓された。また、成都からの東回り（綿陽・平武経由）経由での定期バスも運行され始めた。なお、この東回りの道路も地震の被害を大きく受けていたうえ現地の災害復興を優先する必要があったことから運行は不安定なものであった。このため震災後しばらくの間は空路が観光客の足の中心となり、空路の輸送量の制限や運賃の高さから観光客が激減した。例年であれば1日1万人以上が入場する2008年10月（紅葉期）の休日でも、2000人前後と低迷した。
観光再開当初は観光客の安全を優先したため、徒歩での観光が認められなかった。九寨溝グリーンバスでも自由乗降はできず、バスでのガイドツアー方式のみとなっていた。
2010年4月、地震により制限を受けていたバスツァーが、綿陽・平武経由の東回りルートで、全面再開された。これで、陸路・空路によるツァーの選択が出来るようになった。本来のメインルートである西回り（国道213号）は、復興工事が難航していたが、工事完成により、2010年11月30日、片側通行の交通管制が解かれ、全面通行と通常に戻った。これにより、ツァーや九寨溝・松潘方面へのよう距離バスは西回りのメインルートに戻った。2011年8月、汶川川主寺間の道路整備が完成し、約1時間の短縮となった。但し、地震による地盤弱化の影響もあり、夏季の大雨による崖崩れなどにより、西回り・東回りとも交通不能になることもある。

### 2017年地震等に伴う影響
2017年8月8日に発生した九寨溝地震では、当日約3万3,800人の観光客（外国人旅行者含む）が訪れていたとみられ、8月10日時点で死者19人、負傷者263人を数え、建物の安全が確認できないため旅行者は九寨黄龍空港のロビーなどに避難、日本人旅行者も巻き込まれている。
世界遺産としての被害は、湖成段丘の堤が決壊し水が流出して枯れてしまったほか、周囲の山が崩壊し土石流が流入した。これに関しては中国の専門家から「人工的な復元はしないほうがいい」と指摘する意見も出されている。
ユネスコは犠牲者への哀悼の意を表し、損壊状態の確認について現地状況が落ち着くのを待ち、中国当局からの経過報告を待つことにした。
中国政府は秋に共産党大会を控えており政治的に敏感な時期を迎えているため、社会安定の維持に細心の注意を払う必要があると判断し、習近平・李克強政権が被災者・旅行者の避難に万全を期すことを表明。
日本は、河野太郎外務大臣が王毅外相に「哀悼の意と心からのお見舞い」を示すとともに「必要な支援を行う用意がある」と申し出た。
本地震により火花海などの湖が干上がったり、道路の崩壊等で甚大な被害を受けて観光が閉鎖されていたが、2018年3月8日一部観光が再開された。再開された景観地は長海、五彩池、鏡海、諾日朗瀑布、火花海を除く樹正群海、双龍海瀑布、扎如寺で、当面（１年を予定）の間団体客のみを受け入れるとしていた。しかし、同年6月25日夜の豪雨により、崖崩れ等の損傷を受け再度閉鎖となった。このため、景区内の道路の全面改修等全面的な復旧工事を行ない、2019年9月27日再度一部観光を再開した。現在は個人観光も再開されたが、新型コロナウイルスの影響により中国籍（香港、マカオ、台湾を除く）の観光客のみの受け入れとなっており、外国人の入場は認められない。また、保険への加入が義務付けられ、一日あたりの入場者が8000人までに制限されている。

## アクセス
- バス
  - 成都の新南門バスターミナル（成都新南门车站旅游客运中心）からは九寨溝バスターミナル（九寨沟客运中心）行が一日1往復（8時発 増客期には増便あり）、および茶店子バスターミナル（茶店子客运站）からは九寨溝県行が一日1往復（8時発）の長距離バスがある。また松潘、綿陽などとの間にも一日1-2往復のバスがある。黄龍風景区との間には一日1往復の観光用バスがある。なお、九寨溝バスターミナル（九寨沟客运中心）は九寨溝口（入場口）から東に1.0kmほど離れた九通賓館九通宾馆に隣接している。
- 航空機
  - 九寨黄龍空港を参照のこと。
- 空港シャトルバス
  - 九寨黄龍空港発のリムジンボックスカーが九寨溝口に到着する。所要2時間弱。ほぼ常時空港で待機しているが、8人乗客が集まらない限り発車しない。途中にある宿泊施設には希望があれば停車するほか、宿泊施設の斡旋も行っている。
- 鉄道
  - 黄龍九寨駅（蘭州線）
- 黄龍九寨駅-九寨溝シャトルバス
  - 鉄道運行時間中は随時運行。所要２時間程度。
- タクシー
  - 九寨溝周辺の移動はタクシーに頼るしかないが、台数が多いため簡単に見つけることができる。

## 登録基準
この世界遺産は世界遺産登録基準のうち、以下の条件を満たし、登録された（以下の基準は世界遺産センター公表の登録基準からの翻訳、引用である）。
- (7) ひときわすぐれた自然美及び美的な重要性をもつ最高の自然現象または地域を含むもの。

## 脚註
1. ↑  鈴木博之「ヒャルチベット語九寨溝・玉瓦「gZhungwa」方言の音声分析」『アジア・アフリカの言語と言語学』第3号、東京外国語大学アジア・アフリカ言語文化研究所、2008年9月、136頁、ISSN 1881-3283、NAID 120001399393。
2. ↑  中華人民共和国国務院 (1982年11月8日). “国务院批转城乡建设环境保护部等部门关于审定第一批国家重点风景名胜区的请示的通知” (中国語).   北京法院法規検索. 2023年2月5日閲覧。
3. ↑  “阿坝藏族羌族自治州九寨沟旅游景区”. www.mct.gov.cn.  中華人民共和国文化観光部 (2021年7月22日). 2023年2月3日閲覧。
4. ↑  “九寨沟景区官方网站 - 关于九寨” (中国語). www.jiuzhai.com.   九寨沟风景名胜区管理局. 2023年2月3日閲覧。
5. ↑  “九寨沟景区官方网站 - 走进九寨” (中国語). www.jiuzhai.com.   九寨沟风景名胜区管理局. 2023年2月1日閲覧。
6. ↑  “Jiuzhaigou Valley Biosphere Reserve, China” (英語). UNESCO (2019年7月16日). 2023年2月1日閲覧。
7. ↑  “Jiuzhaigou Valley Scenic and Historic Interest Area” (英語). UNESCO World Heritage Centre. 2023年4月29日閲覧。
8. ↑  九寨溝の地震　死傷者280人超に - FNNニュース　2017年8月10日（2017年8月11日閲覧）
9. ↑  悲鳴・余震、眠れぬ一夜あかす　九寨溝地震で日本人親子 - 日本経済新聞　2017年8月10日（2017年8月11日閲覧）
10. ↑  九寨溝の絶景「火花海」⇒ 大地震で水が消える　世界遺産に大ダメージ - ハフィントンポスト　2017年8月10日（2017年8月11日閲覧）
11. ↑  九寨溝が地震で決壊、専門家「人工的な復元はしないほうがいい」 ― 人民網日本語版（Record China）　2017年8月12日（2017年8月13日閲覧）
12. ↑  World Heritage Centre expresses condolences for victims of earthquake in China - World Heritage Centre　2017年8月10日（2017年8月11日閲覧）
13. ↑  九寨溝地震、習近平政権が万全の対応アピール - 読売新聞　2017年8月10日（2017年8月11日閲覧）
14. ↑  河野外相、九寨溝地震に「心からのお見舞い」 - 読売新聞　2017年8月9日（2017年8月11日閲覧）